# Заслуженный работник пожарной охраны Российской Федерации
«Заслуженный работник пожарной охраны Российской Федерации» — почётное звание, входящее в систему государственных наград Российской Федерации.

## Основания для присвоения
Звание «Заслуженный работник пожарной охраны Российской Федерации» присваивается высокопрофессиональным работникам пожарной охраны за личные заслуги:
- в организации и осуществлении государственного пожарного надзора и выполнении других контрольные функций, связанный с обеспечением пожарной безопасности на территории Российской Федерации;
- в организации и осуществлении деятельности по профилактике пожаров;
- в организации тушения пожаров особой сложности и непосредственно в тушении таких пожаров;
- в осуществлении научно-технического обеспечения пожарной безопасности, проведении научные исследований и разработок в области пожарной безопасности, создании новых видов огнетушащих средств, оборудования и пожарно-технического имущества;
- в подготовке квалифицированных кадров для нужд пожарной охраны.

Почетное звание "Заслуженный работник пожарной охраны Российской Федерации" присваивается, как правило, не ранее чем через 20 лет с начала осуществления трудовой (служебной) деятельности в пожарной охране и при наличии у представленного к награде лица отраслевых наград (поощрений) федерального органа государственной власти или органов государственной власти субъектов Российской Федерации.

## Порядок присвоения
Почётные звания Российской Федерации присваиваются указами Президента Российской Федерации на основании представлений, внесённых ему по результатам рассмотрения ходатайства о награждении и предложения Комиссии при Президенте Российской Федерации по государственным наградам.

## История звания
Почётное звание «Заслуженный работник пожарной охраны Российской Федерации» установлено Указом Президента Российской Федерации от 15 сентября 2018 года № 519 «Об учреждении медали "За отвагу на пожаре" и установлении почётного звания "Заслуженный работник пожарной охраны Российской Федерации"». Тем же указом утверждено Положение о почётном звании.
Ранее в СССР существовал ведомственный наградной знак «Лучшему работнику пожарной охраны», утверждённый постановлением комиссии Президиума ЦИК СССР № СТ-84 от  8 января 1936. На протяжении истории знак минимально видоизменялся четыре раза: аббревиатура на нём последовательно менялась с «НКВД» на «МВД», «МООП» и опять на «МВД». До конца существования СССР действовало последнее «Приложение N 5 к Приказу МВД СССР от 16 сентября 1985 г. N 175 "Инструкция о порядке награждения знаком «Лучшему работнику пожарной охраны»"», согласно которой знаком «Лучшему работнику пожарной охраны» «... награждаются лица (...) за активную деятельность в области укрепления пожарной охраны СССР, образцовую и самоотверженную работу на пожарах, успехи, достигнутые в обеспечении пожарной безопасности городов (населенных пунктов) и объектов народного хозяйства страны, за достижение высоких показателей в политико-воспитательной работе с личным составом».
После 1991 года и вплоть до 2018 года аналога данного почётного звания в Российской Федерации не существовало.

## Нагрудный знак
Нагрудный знак имеет единую для почётных званий Российской Федерации форму и изготавливается из серебра высотой 40 мм и шириной 30 мм. Он имеет форму овального венка, образуемого лавровой и дубовой ветвями. Перекрещенные внизу концы ветвей перевязаны бантом. На верхней части венка располагается Государственный герб Российской Федерации. На лицевой стороне, в центральной части, на венок наложен картуш с надписью — наименованием почётного звания.
На оборотной стороне имеется булавка для прикрепления нагрудного знака к одежде. Нагрудный знак носится на правой стороне груди.

## Некоторые обладатели почётного звания
Одними из первых (в начале 2019 года) Почётного звания «Заслуженный работник пожарной охраны Российской Федерации» были удостоены:
- Начальник учебно-научного комплекса «Пожаротушение» Ивановской пожарно-спасательной академии ГПС МЧС России полковник внутренней службы Алексей Владимирович Маслов .[7]
- Заместитель начальника Главного управления МЧС России по Владимирской области (по государственной противопожарной службе) полковник внутренней службы Павел Александрович Литов.[8]
- Мастер-пожарный 1 специализированной пожарно-спасательной части города Курска, старший прапорщик внутренней службы Сергей Николаевич Крюков.[9]
- Заместитель начальника Главного управления МЧС России по Саратовской области Алексей Владимирович Власов.[10]